# دوري أبطال أوروبا لكرة اليد للسيدات 2015–16
دوري أبطال أوروبا لكرة اليد للسيدات 2015–16 هو الموسم 23 من  دوري أبطال أوروبا لكرة اليد للسيدات. أقيم خلال الفترة 12 سبتمبر 2015 وحتى 8 مايو 2016، وأشرف على تنظيمه الاتحاد الأوروبي لكرة اليد، وفاز فيه CSM București (women's handball) ‏.